# Carl Pettersson
Carl Pettersson, född 29 augusti 1977 i Göteborg, är en svensk professionell golfspelare.
Pettersson började spela golf när han var tio år gammal. Han blev professionell 2000 på European Tour och kom med på PGA-touren inför säsongen 2003. Han kom där tvåa redan i sin andra tävling som medlem på PGA Tour.
Han har vunnit fem tävlingar på PGA-touren och en på Europatouren.
År 2001 var Pettersson en av fyra stipendiater i PGA Future Fond som fick ett stipendium på 75 000 kronor. Detta återlämnade han till PGA för att ge unga spelare ekonomiskt stöd när de ska kvalificera sig till tourer och han vill ge spelarna samma stöd som han själv fick i början av sin karriär.
Pettersson är känd för att ha en mycket avslappnad inställning till sin golf. Exempelvis har han ingen tränare och "vilar sig i form" till tävlingar. 

## Meriter

### Segrar på PGA Tour
- 2005 Chrysler Championship
- 2006 Memorial Tournament
- 2008 Wyndham Championship
- 2010 RBC Canadian Open
- 2012 RBC Heritage

### Segrar på Europatouren
- 2002 Algarve Open de Portugal

### Amatörsegrar
- 2000 European Amateur Championship

### Lagsegrar
- 2000 Eisenhower Trophy